# Тютюнов Павло Никифорович
Павло Никифорович Тютюнов (1872—?) — cелянський депутат Державної думи II скликання від Таврійської губернії.

## Біографія
Православний українець, селянин Білозерської волості Мелітопольського повіту Таврійської губернії. Здобув домашню початкову освіту. Займався листівництвом та сільським господарством на власній наділі. На момент виборів у Думу позапартійний.
6 лютого 1907 року обраний до Державної думи II скликання від загального складу виборщиків Таврійських губернських виборчих зборів. У Думі увійшов до складу Трудової групи та фракції Селянського союзу. Перебував у думській комісії про нормальний відпочинок службовців у торгових та ремісничих установах.
У липні 1907 року засланий на два роки до Вологодської губернії. Подальша доля та дата смерті невідомі.

### Архіви
- Російський державний історичний архів. Фонд 1278. Опис 1 (2-й скликання). Справа 445; Справа 553. Аркуш 7.